# 桃園市立凌雲國民中學
桃園市立凌雲國民中學（英文：Ling Yun Junior High School），簡稱凌中，位於台灣桃園市龍潭區。

## 校園歷史

### 演變與發展
- 1969年：4月於龍潭國中辦公室成立桃園縣立龍潭國民中學上林分部籌建委員會，8月正式定名桃園縣立凌雲國民中學並招收第一屆新生上課。
- 1994年：奉准增設集中式特教班。
- 2014年：12月25日，因應桃園縣升格改制為直轄市，更名為桃園市立凌雲國民中學。

### 歷任校長
| 任期 | 姓名       | 任職日期  | 離職日期  | 備註                                                           |
| ---- | ---------- | --------- | --------- | -------------------------------------------------------------- |
| 1    | 劉清連先生 | 1969年8月 | 1971年7月 | 調任台中縣立四箴國民中學。                                     |
| 2    | 王錫齡先生 | 1971年8月 | 1975年7月 | 原屏東縣立牡丹國民中學校長轉任，調任桃園縣立大崗國民中學。     |
| 3    | 余興全先生 | 1975年8月 | 1980年7月 | 原桃園縣教育局督學轉任，調任桃園縣立大園國民中學。             |
| 4    | 傅朝枝先生 | 1980年8月 | 1986年7月 | 原桃園縣教育局督學轉任，調任桃園縣立自強國民中學。             |
| 5    | 鄭金和先生 | 1986年8月 | 1992年7月 | 原桃園縣立介壽國民中學校長轉任，調任桃園縣立慈文國民中學。     |
| 6    | 莊波生先生 | 1992年8月 | 1996年3月 | 原桃園縣立富岡國民中學校長轉任，調任桃園縣立東安國民中學。     |
| 7    | 徐傑添先生 | 1996年3月 | 1999年7月 | 原桃園縣立草漯國民中學校長轉任，調任桃園縣立桃園國民中學。     |
| 8    | 魏應利先生 | 1999年8月 | 2000年7月 | 原桃園縣立仁和國民中學校長轉任，屆齡退休。                     |
| 9    | 張秋銘先生 | 2000年8月 | 2004年7月 | 原桃園縣立竹圍國民中學教務主任升任，調任桃園縣立慈文國民中學。 |
| 10   | 曾安煌先生 | 2004年8月 | 2010年7月 | 原桃園縣教育局督學轉任，調任桃園縣立平南國民中學。             |
| 11   | 陳妍伶女士 | 2010年8月 | 2015年7月 | 原桃園縣立大崗國民中學校長轉任，任內退休。                     |
| 12   | 高鈺宸先生 | 2015年8月 | 2021年7月 | 原桃園市教育局督學轉任，調任桃園市立竹圍國民中學。             |
| 13   | 謝孟軒女士 | 2021年8月 | 現任      | 原桃園市立大坡國民中學教務主任升任。                           |

## 學區
- 龍潭區：八德里、聖德里、高平里、高原里、渴望里、凌雲里、龍祥里、三和里、三水里（第1－4、8－14鄰）、三水里（第5－7鄰）【為凌雲國中、楊梅國中共同學區】、上林里（第1－9、21－25鄰）、烏林里（第17－39鄰）[1]。
- 平鎮區：湧安里（第20鄰）。

## 校園建築
- 至善樓
- 力行樓
- 勤學樓
- 恆毅樓
- 活動中心

## 學校週邊
- 高原國小
- 三和國小
- 德龍國小
- 潛龍國小
- 龍源國小
- 方曙商工
- 龍潭大池
- 龍潭聖蹟亭
- 南天宮
- 小人國主題樂園
- 崑崙藥用植物園

## 知名校友
- 徐玉樹：現桃園市議會議員
- 葉發海：前龍潭鄉長、前桃園縣議會議員

## 外部連結
- 桃園市立凌雲國民中學 （页面存档备份，存于）